# 산더르 베스터르펠트
산더르 베스터르펠트(네덜란드어: Sander Westerveld, 1974년 10월 23일, 오버레이설 주 엔스헤데 ~)는 네덜란드의 축구 감독이자 전 프로 축구 선수로, 현역 시절 골키퍼로 활약했다. 그는 가장 최근에 남아프리카 공화국 프리미어 사커 리그의 아약스 케이프 타운에서 골키퍼 코치를 역임했다.
그는 현역 시절에 5개국에서 활약했는데, 2001년 리버풀에서 FA컵, 리그컵, 그리고 UEFA컵을 석권하며 컵대회 3관왕을 달성했다. 베스터르펠트는 유로 2000과 유로 2004에서 네덜란드 국가대표팀 일원으로 참가했지만, 에드빈 판 데르 사르의 꾸준한 활약으로 5년 동안 국가대표팀 경기에 6번 출전하는데 그쳤다.

## 클럽 경력

### 리버풀까지의 행보
베스터르펠트는 1994년에 트벤터에서 프로 무대 신고식을 치렀다. 트벤터에서 2년을 보낸 그는 피테서로 이적해 3년을 활약했다.
1998-99 시즌에 피테서를 유럽대항전에 올린 베스터르펠트는 리버풀로 이적하여 데이비드 제임스를 대신하게 되었다. 그는 1999년 여름에 £4M의 이적료로 영국 축구 역사상 골키퍼 역대 최고 이적료 기록을 경신하며 붉은 군단에 합류했다. 베스터르펠트는 1999년 8월 7일, 2-1로 이긴 셰필드 웬즈데이와의 원정 경기에서 잉글랜드 무대 첫 경기를 치렀다. 이후 1999년 8월 28일, 그는 아스널과의 경기에서 다보르 슈케르가 찬 페널티킥을 선방하며 리버풀의 2-0 승리를 견인했다. 그는 제라르 울리에 감독의 낙점을 받아 제임스가 착용한 안필드의 등번호 1번을 받았고, 베스터르펠트는 1999-2000 시즌 프리미어리그에서 가장 적은 골을 실점하며 리버풀을 유럽대항전에 다시 올리는데 큰 공을 세우며 자신의 진가를 완벽히 입증했다.
그는 2000-01 시즌에 리버풀의 컵대회 3관왕의 주역이었는데, 버밍엄 시티와의 리그컵 결승전 승부처였던 승부차기에서 상대 승부차기 주자 앤드류 존슨이 찬 공을 선방했다.
그러나, 리버풀에서 2년을 보낸 후, 그는 매체의 비난의 포화를 당했다. 2001년 8월 27일, 볼턴 원더러스전에서 치명적인 실수를 범한 후, 울리에 감독은 그를 후보로 내리고, 뒤이어 예지 두데크와 크리스 커클랜드라는 2명의 골키퍼를 보냈다. 그는 볼턴전에서 실수를 범한 후, 더 이상 출전기회를 잡지 못했고, 2001년 12월 16일에 라 리가의 레알 소시에다드로 £3.4M에 이적했다.

### 레알 소시에다드
에레알라는 2002-03 시즌에 라 리가 준우승을 차지하며 이듬해 챔피언스리그 진출에 성공했다. 그러나, 이후 그는 마요르카로 임대되었고, 마요르카에서도 미겔 앙헬 모야로 인해 후보로 머물렀다. 이후, 그는 계약이 만료되면서 퇴단했다.

### 포츠머스
2005년 7월, 그는 알랭 페랭 감독의 포츠머스에 입단하며 프리미어리그에 복귀했다. 그는 제이미 애시던과 코스타스 할키아스를 제치고 주전 골키퍼를 맡을 것으로 예상되었다. 그러나, 프래튼 파크에서 기량에 기복을 보이면서, 6번의 리그 경기를 출전하는데 그쳤고, 전 소속 구단인 리버풀의 경쟁 구단인 에버턴으로 2006년 2월 24일에 28일 동안 임대되었다. 에버턴은 나이절 마틴, 리처드 라이트, 그리고 이언 터너까지 골키퍼가 궤멸되면서 베스터르펠트가 에버턴의 2경기에 출전했다. 포츠머스 복귀 후, 그는 후보로 대기하다가 2006년 5월 11일에 해리 레드냅 감독으로부터 방출 통보를 받았다.

### 이후 행보
2006년 7월 28일, 베스터르펠트는 세군다 디비시온의 알메리아와 1년 계약했는데, 그 시즌에 구단 사상 첫 라 리가 승격을 이룩했고, 계약이 만료된 후 구단을 떠났다.
2007년 9월 7일, 그는 스파르타 로테르담과 단기 계약을 맺고 합류했고, 2008년 5월에 그는 스파르타를 떠날 것임을 밝혔다.
2009년 여름, 그는 이탈리아 프리마 디미시오네의 몬차에 입단 시험 후 계약했다. 그는 이후 남아프리카 공화국의 아약스 케이프 타운으로 이적해 등번호 1번을 달았다. 2012-13 시즌 후, 그는 계약이 만료되면서 구단의 골키퍼 코치를 역임했다.

## 국가대표팀 경력
베스터르펠트는 1999년 6월 8일, 고이아나에서 1-3으로 패한 브라질과의 원정 친선경기에서 네덜란드 국가대표팀 첫 경기를 치렀다. 그는 유로 2000에서 네덜란드 선수단에 이름을 올렸고, 프랑스와의 조별 리그 경기에서 출전했는데, 이 경기에서 양국은 8강 진출을 확정한 가운데 조 1위를 놓고 경기했다. 그의 마지막이자 6번째 경기는 2001년 2월 28일에 열린 튀르키예와의 안방 친선경기로, 결과는 0-0 무승부였고, 그로부터 3년 뒤인 2004년에 유로 2004 최종 명단에 들었지만, 출전하지 못했다.

## 사생활
베스터르펠트의 장인 헤니 아르데스흐와 용 AZ에서 활약하는 셈 베스터르펠트 모두 프로 골키퍼다.

## 경력 통계
| 구단               | 시즌      | 리그              | 리그 | 리그 | 컵   | 컵 | 리그컵 | 리그컵 | 대륙 | 대륙 | 합계 | 합계 |
| 구단               | 시즌      | 리그명            | 출장 | 골   | 출장 | 골 | 출장   | 골     | 출장 | 골   | 출장 | 골   |
| ------------------ | --------- | ----------------- | ---- | ---- | ---- | -- | ------ | ------ | ---- | ---- | ---- | ---- |
| 트벤터             | 1994–95   | 에레디비시        | 3    | 0    |      |    |        |        |      |      |      |      |
| 트벤터             | 1995–96   | 에레디비시        | 11   | 0    |      |    |        |        |      |      |      |      |
| 트벤터             | 합계      | 합계              | 14   | 0    |      |    |        |        |      |      |      |      |
| 피테서             | 1996–97   | 에레디비시        | 34   | 0    |      |    |        |        |      |      |      |      |
| 피테서             | 1997–98   | 에레디비시        | 34   | 0    |      |    |        |        |      |      |      |      |
| 피테서             | 1998–99   | 에레디비시        | 33   | 0    |      |    |        |        |      |      |      |      |
| 피테서             | 합계      | 합계              | 101  | 0    |      |    |        |        |      |      |      |      |
| 리버풀             | 1999–2000 | 프리미어리그      | 36   | 0    |      |    |        |        |      |      |      |      |
| 리버풀             | 2000–01   | 프리미어리그      | 38   | 0    |      |    |        |        |      |      |      |      |
| 리버풀             | 2001–02   | 프리미어리그      | 1    | 0    |      |    |        |        |      |      |      |      |
| 리버풀             | 합계      | 합계              | 75   | 0    |      |    |        |        |      |      |      |      |
| 레알 소시에다드    | 2001–02   | 라 리가           | 20   | 0    |      |    |        |        |      |      |      |      |
| 레알 소시에다드    | 2002–03   | 라 리가           | 37   | 0    |      |    |        |        |      |      |      |      |
| 레알 소시에다드    | 2003–04   | 라 리가           | 20   | 0    |      |    |        |        |      |      |      |      |
| 레알 소시에다드    | 합계      | 합계              | 77   | 0    |      |    |        |        |      |      |      |      |
| 마요르카 (임대)    | 2004–05   | 라 리가           | 6    | 0    |      |    |        |        |      |      |      |      |
| 포츠머스           | 2005–06   | 프리미어리그      | 6    | 0    |      |    |        |        |      |      |      |      |
| 에버턴 (임대)      | 2005–06   | 프리미어리그      | 2    | 0    |      |    |        |        |      |      |      |      |
| 알메리아           | 2006–07   | 세군다 디비시온   | 34   | 0    |      |    |        |        |      |      |      |      |
| 스파르타 로테르담  | 2007–08   | 에레디비시        | 29   | 0    |      |    |        |        |      |      |      |      |
| 몬차               | 2009–10   | 프리마 디비시오네 | 30   | 0    |      |    |        |        |      |      |      |      |
| 몬차               | 2010–11   | 프리마 디비시오네 | 24   | 0    |      |    |        |        |      |      |      |      |
| 몬차               | 합계      | 합계              | 54   | 0    |      |    |        |        |      |      |      |      |
| 아약스 케이프 타운 | 2011–12   | 프리미어 디비전   | 23   | 0    |      |    |        |        |      |      |      |      |
| 아약스 케이프 타운 | 2012–13   | 프리미어 디비전   | 19   | 0    |      |    |        |        |      |      |      |      |
| 아약스 케이프 타운 | 합계      | 합계              | 42   | 0    |      |    |        |        |      |      |      |      |
| 경력 합계          | 경력 합계 | 경력 합계         | 440  | 0    |      |    |        |        |      |      |      |      |

## 수상
리버풀
- FA컵: 2000–01[21]
- 풋볼 리그컵: 2000–01[22]
- 채리티 실드: 2001[23]
- UEFA컵: 2000–01[24]
- UEFA 슈퍼컵: 2001[25]